# Resolució 1641 del Consell de Seguretat de les Nacions Unides
La Resolució 1641 del Consell de Seguretat de les Nacions Unides fou adoptada per unanimitat el 30 de novembre de 2005. Després de recordar la Resolució 1545 (2004) sobre la situació a Burundi, el Consell va ampliar el mandat de l'Operació de les Nacions Unides a Burundi fins al 15 de gener de 2006.
Mentre afirmava la sobirania i la integritat territorial de Burundi, el text també observava factors continus d'inestabilitat al país, que constituïen una amenaça per a la pau i la seguretat a la regió.